# Асікаґа (Тотіґі)

36°20′25″ пн. ш. 139°26′59″ сх. д. / 36.34028° пн. ш. 139.44972° сх. д.
Асіка́ґа (яп. 足利市, あしかがし, МФА: [aɕi̥kaga ɕi̥]) — місто в Японії, в префектурі Тотіґі.

## Короткі відомості
Розташоване в південно-західній частині префектури. З 12 століття було центром земель самурайського роду Асікаґа, керівників сьоґунату Муроматі. Згодом занепало, перетворившись у 17 — 19 століттях на постояле містечко. Основою економіки є текстильна промисловість, машинобудування, хімічна промисловість. Традиційним ремеслом від часів середньовіччя є ткацтво. В місті розміщено багато пам'яток історії та культури. Станом на 1 жовтня 2008 площа міста становила 177,82 км². Станом на 1 січня 2009 населення міста становило 156 804 осіб.

## Уродженці
- Мотегі Тошіміцу (* 1955) — японський політичний діяч.